# Polybotrya polybotryoides
Polybotrya polybotryoides là một loài thực vật có mạch trong họ Dryopteridaceae. Loài này được (Baker) Christ miêu tả khoa học đầu tiên năm 1901.